# ساسان خواجه نصیری
ساسان خواجه نصیری قاضی دادگستری و نماینده کرمانشاهان در دوره چهاردهم مجلس شورای ملی بود.
ساسان خواجه نصیری در سال ۱۳۲۲ که دادستان کرمانشاه بود، در شهریور آن سال از این سمت کناره گرفت و در انتخابات مجلس شورای ملی که از سی‌ام مهر تا چهاردهم آبان در کرمانشاهان برگزار شد، شرکت جست و با کسب ۱۳۱۵۲ رأی به نمایندگی از این حوزه انتخابیه به مجلس راه یافت. 